# Marie-Luise Kiesinger
Pour les articles homonymes, voir Kiesinger.
Marie-Luise Kiesinger, née Marie-Luise Schneider le 27 mars 1908 à Berlin et morte le 15 novembre 1990 à Tübingen, est l'épouse de l'ancien chancelier fédéral allemand Kurt Georg Kiesinger.